# Reinhard Spincke
Reinhard Spincke (* 26. September 1964) ist ein evangelischer Theologe, Vorstandsvorsitzende der Stiftung Freie evangelische Gemeinde in Norddeutschland und Bundessekretär des Bundes Freier evangelischer Gemeinden in Deutschland.

## Leben
Nach einem Studium an der Theologischen Hochschule Ewersbach in Dietzhölztal-Ewersbach und an der Philipps-Universität Marburg war Spincke von 1992 bis 1996 Pastor der Freien evangelischen Gemeinde Siegen, von 1996 bis 2004 Pastor der Freien evangelischen Gemeinde Lüdenscheid und von 2004 bis 2011 Bundessekretär des Bundes Freier evangelischer Gemeinden in Deutschland für die Region West. Seit 2011 ist er Gemeindeleiter und Vorstandsvorsitzender der Stiftung Freie evangelische Gemeinde in Norddeutschland. In dieser Funktion ist er ebenfalls Bundessekretär der Region Nord des Bundes Freier evangelischer Gemeinden. Zur Stiftung Freie evangelische Gemeinde in Norddeutschland gehören 40 Ortsgemeinden mit rund 3.600 Mitgliedern in Hamburg, Niedersachsen, Schleswig-Holstein und Mecklenburg-Vorpommern, sowie diakonische Einrichtungen der Altenhilfe, Kindergärten und das Diakonie-Cafe „Why Not“. Seit 2005 gehört Spincke zum Hauptvorstand der Evangelischen Allianz. 2016 schloss er ein Promotionsstudium an der Trinity International University (USA) mit dem akademischen Grad des Doctor of Ministry ab.

## Veröffentlichungen
- Leiterschaft mit Herz. Die Starthilfe für haupt- und ehrenamtliche Mitarbeiter in der Gemeinde. SCM R. Brockhaus, Witten 2007, ISBN 978-3-417-26209-4.
- mit Bernd Kanwischer: Das Gemeinde-Comeback. Wie Ihre Gemeinde neu aufblüht. SCM R. Brockhaus, Witten 2010, ISBN 978-3-417-26346-6.
- mit Bernd Kanwischer (Hrsg.): Große Gemeinden. Das Geheimnis ihres Wachstums. SCM R. Brockhaus, Witten 2012, ISBN 978-3-417-26500-2.
- Gemeinde der Zukunft. Zehn Koordinaten für einen geistlichen Aufbruch, SCM Bundes-Verlag, Witten 2021, ISBN 978-3-86258-097-2.